# Niahita
La niahita és un mineral de la classe dels fosfats. Rep el nom de la seva localitat tipus: la gran cova de Niah, a Malàisia.

## Característiques
La niahita és un fosfat de fórmula química (NH₄)(Mn2+,Mg)(PO₄)·H₂O. Va ser aprovada com a espècie vàlida per l'Associació Mineralògica Internacional l'any 1977, i la primera publicació data del 1983. Cristal·litza en el sistema ortoròmbic.
Segons la classificació de Nickel-Strunz, la niahita pertany a «08.CH: Fosfats sense anions addicionals, amb H₂O, amb cations de mida mitjana i gran, RO₄:H₂O < 1:1» juntament amb els següents minerals: walentaïta, anapaïta, picrofarmacolita, dittmarita, francoanellita, taranakita, schertelita, hannayita, struvita, struvita-(K), hazenita, rimkorolgita, bakhchisaraitsevita, fahleïta, smolyaninovita, barahonaïta-(Al) i barahonaïta-(Fe).

## Formació i jaciments
Va ser descoberta a la Gran cova de Niah, a l'estat federal de Sarawak, a l'illa de Borneo (Malàisia). També ha estat descrita a la mina Taguchi, situada a Shidara-cho (Aichi, Japó), i a la mina Sterling, al districte miner de Franklin (Nova Jersey, Estats Units). Aquests tres indrets són els únics de tot el planeta on ha estat descrita aquesta espècie mineral.